# Thierry Le Luron
Thierry Le Luron (2 de abril de 1952 – 13 de noviembre de 1986) fue un humorista de nacionalidad francesa, célebre en los años 1970 y 1980 por sus imitaciones de personalidades de la política y de los medios. Además, grabó numerosas canciones y presentó programas radiofónicos y televisivos.
Nacido en el seno de una familia modesta, Thierry Le Luron soñaba con hacerse cantante. Siendo todavía muy joven, ganó numerosos concursos de canto, entre ellos Le Jeu de la chance en 1970, emitido por televisión, que le permitió darse a conocer al gran público, impresionado por la calidad de sus interpretaciones e imitaciones, sobre todo la del Primer ministro de Francia Jacques Chaban-Delmas. Todavía menor de edad, debutó con éxito sobre las tablas de numerosos cabarets parisinos, donde esencialmente imitaba a sus ídolos, los cantantes de variedades y de operetas. A mediados de los años 1970, Thierry Le Luron modificó el curso de sus espectáculos, que se hicieron más corrosivos, sobre todo en el ámbito de la política. 
Sus imitaciones de Valéry Giscard d'Estaing, Jacques Chirac, Raymond Barre, François Mitterrand o Georges Marchais le dieron una gran popularidad, acentuada por actuaciones en los medios y varias temporadas de espectáculos en diferentes teatros parisinos. Provocador, interpretó el 10 de noviembre de 1984 en directo, en el show televisivo Champs-Élysées de Michel Drucker, L'emmerdant, c'est la rose, una parodia de una canción de Gilbert Bécaud, refiriéndose de modo directo al Presidente François Mitterrand. Al año siguiente organizó un matrimonio falso con el humorista Michel Colucci.
La personalidad de Thierry Le Luron suscitó numerosas polémicas, tanto por su lujoso tren de vida y su vida mundana como por sus opiniones políticas o su vida privada, que él siempre intentó mantener en secreto a los ojos del público. Las causas de su muerte en 1986 quedaron también sujetas a controversia, pues el humorista nunca reveló en público que tenía sida, lo cual confirmaron en posteriores ocasiones sus allegados.

## Biografía

### Familia
Nacido en París, Francia, sus padres eran Francis Le Luron (1926-2012) y Huguette Gousserey (1922-2009). 
Thierry tenía una hermanastra, Martine, nacida en 1945 fruto de un primer matrimonio de su madre con Henri Simon, y un hermano, Renaud, nacido en 1949.

### Juventud y educación
Le Luron cursó estudios en el colegio Paul Langevin de Bagneux, en el Liceo Lakanal de Sceaux, y en el liceo de Châtenay-Malabry.
A los 17 años de edad, siendo alumno del Liceo Emmanuel-Mounier en Châtenay-Malabry, creó un grupo de músicos con varios compañeros, Les rats crevés, y presentó su espectáculo en varios escenarios de Altos del Sena y sus alrededores.

### Comienzos de su carrera
Durante los sucesos de Mayo de 1968 en Francia, Thierry Le Luron pasó horas con su hermana informándose por medio de la televisión y la radio. Tras ver intervenciones políticas en la Asamblea Nacional de Francia, el joven, que ya imitaba a diferentes personalidades (entre ellas Charles de Gaulle), imitó a Jacques Chaban-Delmas para divertir a su familia. Su madre, sorprendida por la calidad de la imitación, le alentó a continuar con otros personajes.
Ya convencido de que su vocación era la de artista, Le Luron fue a pasar unas vacaciones veraniegas en familia a Perros-Guirec. Allí se organizó un concurso de artistas aficionados por el casino del balneario. Se inscribió tras mostrar al presentador del evento varias de las imitaciones que era capaz de hacer: Johnny Hallyday, Claude François, Charles Aznavour, Dalida o Jacques Chaban-Delmas y Charles de Gaulle. Le Luron consiguió un premio de 1200 francos y un contrato con una casa discográfica belga, Selection Record's. Finalizadas las vacaciones, anunció a sus padres su deseo de finalizar sus estudios para dedicarse a su pasión, lo cual aceptaron a condición de que él fuera capaz de vivir de esa actividad.

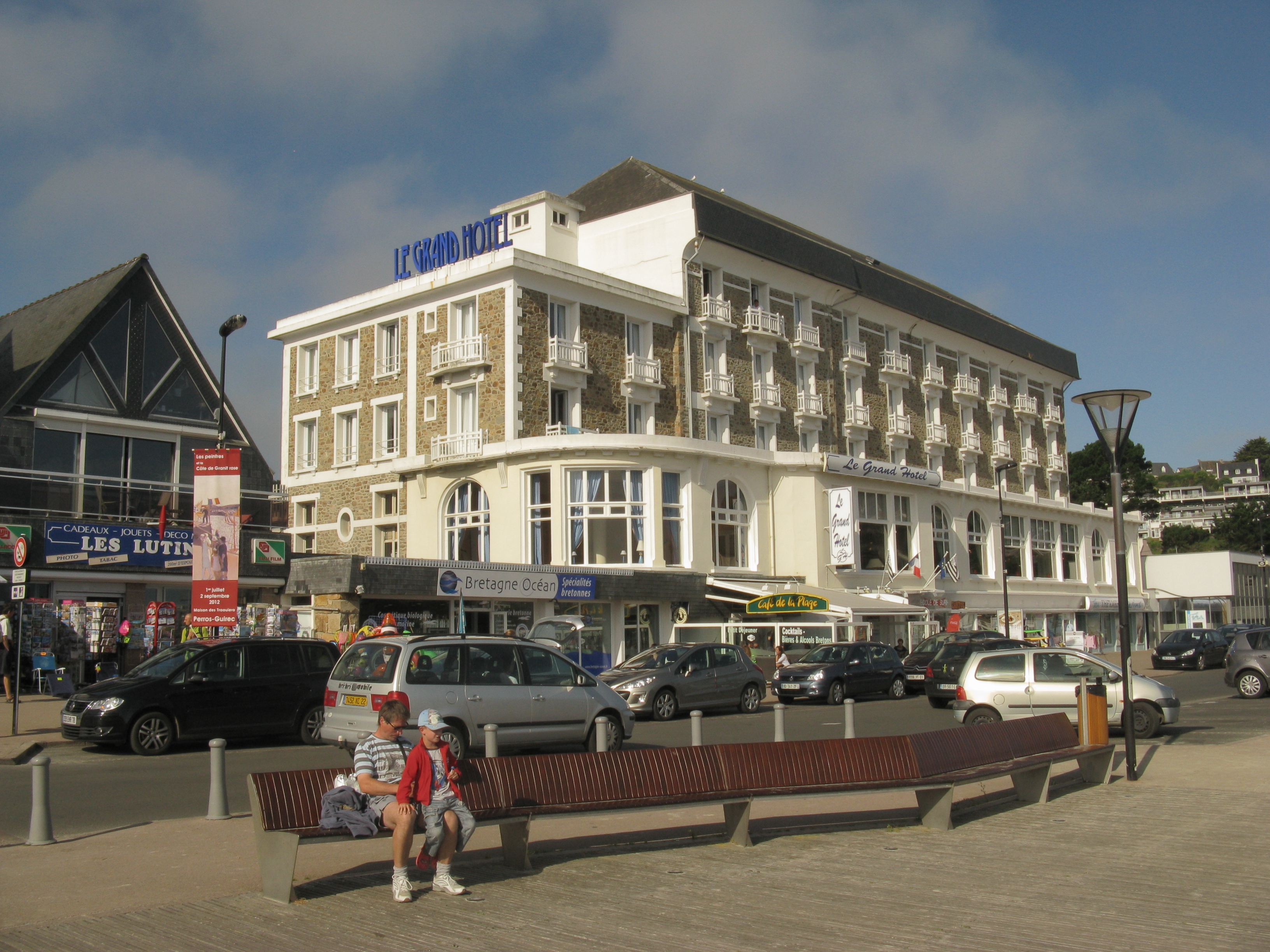
Perros-Guirec

Thierry Le Luron viajó a las oficinas de Selection Record's, en Bruselas, impaciente por comenzar la carrera artística. Sin embargo, la empresa había quebrado y solamente recibió la promesa de ser llamado en caso de que la situación mejorara. Decepcionado, consiguió pasar una prueba en un cabaret de la ciudad, pero al ser menor de edad no pudo ser contratado. De vuelta a Francia escribió una carta a Jacques Courtois, presentador del show televisivo Et avec les oreilles, vous ne savez rien faire ?, para darle a conocer su talento como imitador, no consiguiendo respuesta.
Seguro de sus posibilidades, Thierry Le Luron remitió a lo largo de 1969 decenas de cartas a cabarets, agentes artísticos y sellos discográficos parisinos. Como no recibía respuestas, decidió pasar una prueba en el cabaret L'Échelle de Jacob. La directora, Suzy Lebrun, le propuso debutar en el Oasis, un cabaret de Calais. En noviembre de 1969 debutó sobre la escena, y a lo largo de tres semanas triunfó con sus imitaciones. 
A finales de ese año, y sin aviso previo, su madre le inscribió en las pruebas del célebre programa televisivo de Raymond Marcillac Télé Dimanche. En lugar de imitar, Thierry escogió interpretar La calunnia è un venticello de El barbero de Sevilla, de Gioachino Rossini. Seleccionado entre decenas de candidatos, fue llamado para actuar en directo el 4 de enero de 1970. El presentador Jacques Martin quedó sorprendido por la actuación. El público quedó impresionado, declarando a Le Luron vencedor en semanas consecutivas. Con una fama creciente, y siendo reconocido ya por las calles, se le propuso cambiar su nombre, a lo cual se negó. 
El 11 de febrero de 1970 el programa estaba dedicado al presentador Jean Nohain. Thierry lo imitó durante varios minutos, en directo y delante del propio interesado, terminando el homenaje con la voz de Jacques Chaban-Delmas. Esa misma tarde actuó en L'Échelle de Jacob como locutor. 

### Años de éxito

#### Una ascensión fulgurante
Observado en el cabaret Don Camilo por el productor Paul Lederman, éste le dio un contrato con el cual lanzó su carrera. En 1971 apareció su primer disco, Le Ministère patraque, que obtuvo un gran éxito. Dio su primer espectáculo como artista principal en la sala Bobino en febrero y marzo de 1972, asegurándose después la primera parte del show de Claude François en una gira en el verano de 1972.
Mientras vivía solo en el bulevar Saint-Germain, surgieron rumores acerca de su sexualidad, lo cual le incitó a posar para una serie de fotografías con su amiga Sylvie de La Rochefoucauld, que durante un tiempo fue considerada su novia.
De noviembre de 1972 a julio de 1973 presentó su primer programa en la TF1: Le Luron du dimanche. Ese mismo año creó su nuevo espectáculo en el Théâtre des Variétés.
En octubre de 1975, una mala crítica de su espectáculo en el Don Camilo efectuada por Bernard Mabille le hizo comprender que su humor no envejecía bien. Se separó de Paul Lederman, también agente de Michel Colucci, y tomó como productor a Hervé Hubert. Decidió que escribieran sus números Pierre Desproges y, en 1979, Bernard Mabille, inspirándose además en el cómico estadounidense Lenny Bruce para adoptar un humor más corrosivo sobre la clase política.
Thierry Le Luron pone a prueba cada noche con sus amigos a sus últimos retratos feroces. La « banda de Le Luron » incluye a Jacques Collard, Jacques Pessis, Pierre Guillermo, François Diwo, Luc Fournol y Bernard Mabille. En el transcurso de divertidas fiestas en el restaurante Le Chamarré de Jacques Collard, en el Alcázar de Jean-Marie Rivière, y en el Castel, los retratos, imitaciones y números son afinados y dan nacimiento a espectáculos muy elaborados: en el Olympia de París (diciembre de 1976), Bobino (febrero-abril de 1978), Théâtre Marigny (octubre de 1979-junio de 1980), Thierry Fééries en el Palacio de Congresos de París (noviembre de 1980-enero de 1981), De de Gaulle à Mitterrand en el Théâtre Marigny (enero-diciembre de 1983), Le Luron en liberté en el Théâtre du Gymnase Marie-Bell (noviembre de 1984-marzo de 1986).
Al mismo tiempo tenía una intensa actividad televisiva y radiofónica: Chat en poche, de Georges Feydeau, en Au théâtre ce soir (24 de octubre de 1975), Numéro 1 (de Maritie y Gilbert Carpentier, marzo de 1976 y junio de 1979), C'est du spectacle (1980-1981), etc. Desde 1978 a 1979 presentó Des Parasites sur l'antenne en France Inter, trabajando con Pierre Desproges, Lawrence Riesner, Bernard Mabille y Évelyne Grandjean. Desde 1979 a 1982 también presentó en France Inter Le Luron de midi, siempre con Pierre Desproges, Lawrence Riesner y Bernard Mabille, a los cuales se sumó Bernard Pilot. En 1981 grabó el tema musical de la serie televisiva de animación Ruy, el pequeño Cid.

#### Últimos éxitos, censuras y provocaciones

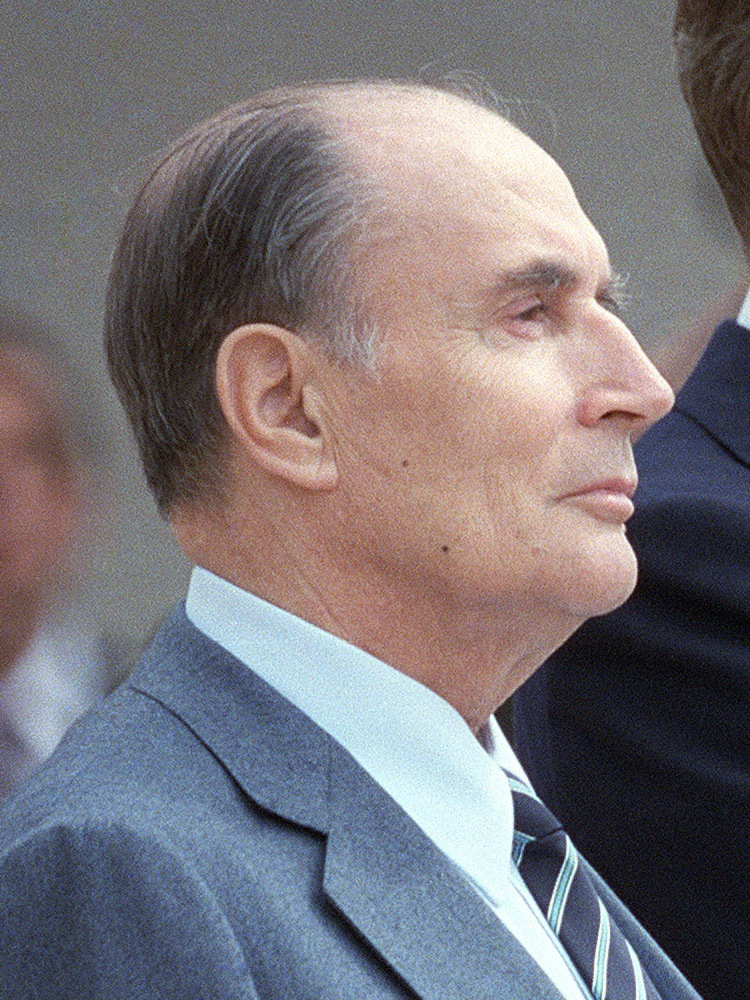
François Mitterrand, uno de los políticos imitados por Le Luron

El 10 de mayo de 1981, François Mitterrand fue elegido Presidente de la República. Thierry Le Luron se vio sinceramente afectado por la elección del político al cual imitaba desde años antes. Además, hubo de dejar su cargo Jacques Chaban-Delmas. Debido a esos cambios, Thierry decidió renovar su repertorio. Se reconcilió con su autor Bernard Mabille, proponiéndole escribir números para una emisión televisiva en directo la noche del 31 de diciembre. En Sylvestre ou Le Luron du réveillon, parodió a cantantes como Charles Aznavour o Gilbert Bécaud y fustigó a Renaud Séchan o a Denise Fabre. Varias semanas más tarde, el 27 de febrero de 1982, se inauguraron los Premios César de 1982 bajo el mandato del ministro de cultura Jack Lang. Esa tarde François Mitterrand concedió la Legión de Honor a Orson Welles. Georges Cravenne decidió dar unos minutos de presentación a Thierry Le Luron. El imitador imitó al Presidente de la República, ironizando sobre personajes como Roger Hanin, Christine Gouze-Rénal, Claude Cheysson, Gaston Defferre o Charles Fiterman, siendo su actuación muy aplaudida por el público presente en la sala. 
A partir del 1 de septiembre siguiente, Jacques Abergel y Philippe Gildas, entonces directores de programación de Europe 1, confiaron a Thierry Le Luron la presentación de un nuevo show, Les Lurons d'Europe 1, emitido todos los días entre las once de la mañana y el mediodía. En compañía de sus amigos Bernard Mabille y François Diwo, el imitador encadenaba en directo parodias, engaños telefónicos, falsas entrevistas y recibía en directo a un invitado que participaba con humor en un espacio recurrente del show, Dalidallas : le feuilleton qui délasse. Con La folle interview de Jean-Pierre Fracasse, Le Luron y Mabille se divertían machacando a políticos en función de la actualidad, en ocasiones con violencia. El cese del programa tras una temporada pudo deberse a la virulencia del espacio. 
Ausente de la pequeña pantalla, Thierry Le Luron subió al escenario en el Théâtre Marigny el 21 de enero de 1983 para actuar en un nuevo espectáculo, De de Gaulle à Mitterrand, en el cual imitaba a sesenta « de las más grandes personalidades de la política, la televisión y la canción... ». Además de sus imitaciones más famosas, Thierry Le Luron aportó como novedad las voces de Annie Cordy, André Malraux o Georges Pompidou, y la de un personaje de su invención, Glandu, sátira feroz del francés medio que cambia de opinión política con cada nueva elección. Numerosos políticos asistían a su show, entre ellos Jacques Chirac, Jacques Chaban-Delmas, Raymond Barre o Valéry Giscard d'Estaing, que felicitó al imitador a la salida de la representación. Thierry Le Luron trabajó en dicho espectáculo y en una gira por Francia hasta el 31 de diciembre. De de Gaulle à Mitterrand se lanzó en disco y en videocinta al año siguiente.
Al principio de 1984, el imitador actuó en el film Les parents ne sont pas simples cette année, dirigido por Marcel Jullian, donde interpretó su propio papel, antes de centrarse en una gira por países francófonos de África. Muy popular en las antiguas colonias francesas, Thierry Le Luron era a menudo recibido por los más importantes dirigentes del país que visitaba, entre ellos Omar Bongo o Mobutu Sese Seko. 
Fue además testigo en la boda de su amigo Eddie Barclay antes de volver a emitir un nuevo programa semanal con Robert Lassus, Les fausses conférences de presse. Cada sábado, los dos amigos se divertían en RTL caricaturizando la actualidad política. El 10 de octubre de 1984 celebró sus quince años de carrera en el Carnegie Hall de Nueva York, posando para las fotografías con un canotier. Para la ocasión, el artista decidió imitar las voces de Frank Sinatra, Dean Martin, Elvis Presley y Liza Minnelli. De vuelta en Francia, se centró en la promoción de su nuevo disco, Le smurf politic, y de su nuevo espectáculo en el Théâtre du Gymnase Marie-Bell, Le Luron en liberté. El 10 de noviembre volvió a la televisión con el show Champs-Élysées, presentado por su amigo Michel Drucker. Imitó a Serge Lama cambiando la letra de su canción Souvenirs attention danger para atacar ferozmente al Frente Nacional de Jean-Marie Le Pen ». Al final del programa tomó la voz de Guy Lux y cantó  L'emmerdant, c'est la rose, parodia de la canción de Gilbert Bécaud L'important c'est la rose. Jean-Marie Le Pen intentó pleitear por difamación, y el primer ministro Laurent Fabius dijo que se había « cruzado un límite ». Días más tarde, Le Luron interpretó en Le Grand Échiquier, de Jacques Chancel, una parodia de Ces gens-là que llamó Chez les Fafa, en la cual atacaba a Laurent Fabius. Sus diversas apariciones fueron comentadas tanto por políticos de derecha como de izquierda, y fueron muy beneficiosas para el espectáculo representado en el Théâtre du Gymnase Marie-Bell, que se llenó al completo durante varios meses.

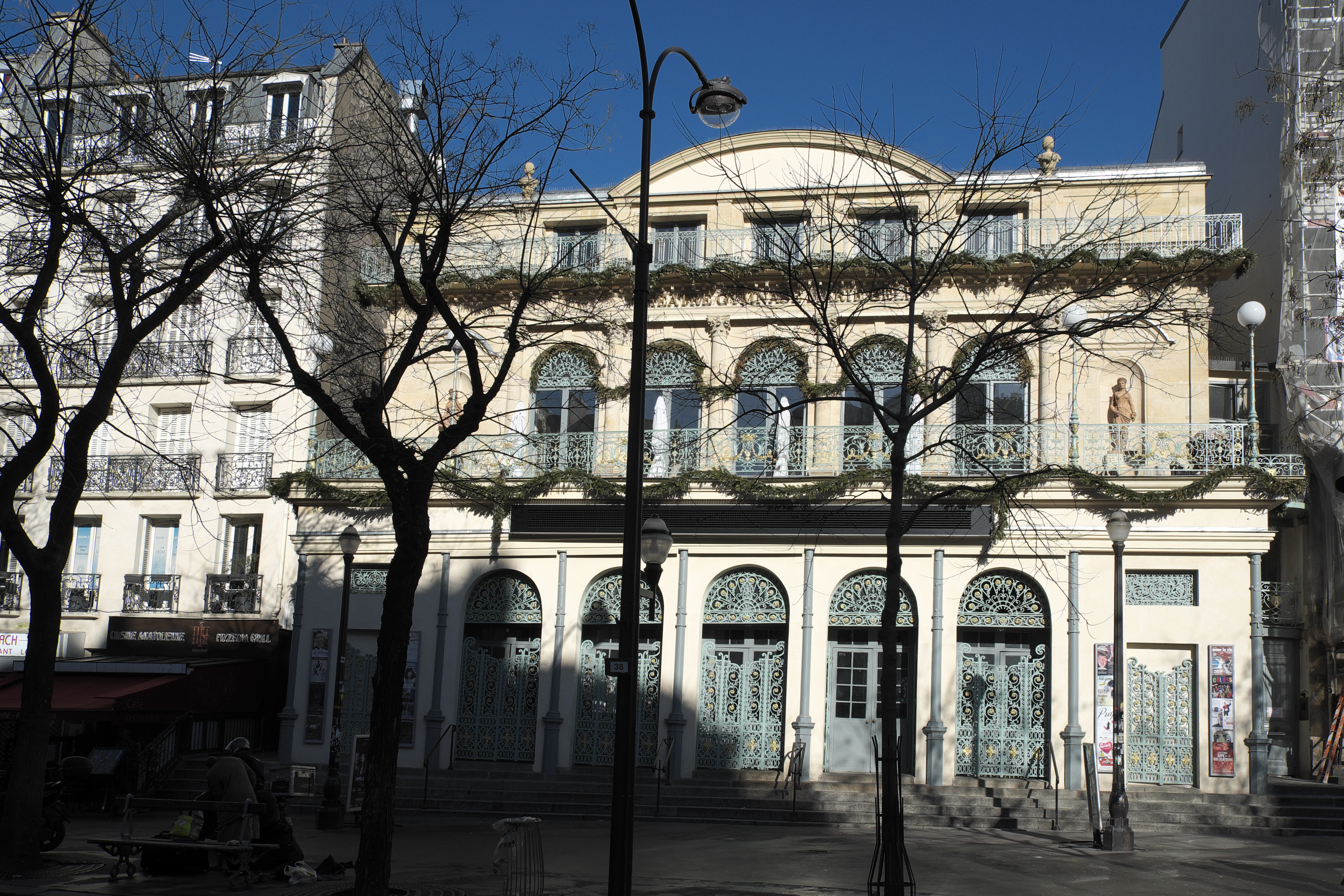
Théâtre du Gymnase Marie-Bell

En las tablas, Thierry Le Luron triunfó todas las noches ante un público que a menudo procedía de toda Francia. Los números más prolongados eran los dedicados a Georges Marchais, Jacques Chirac, Raymond Barre y François Mitterrand.El éxito hizo que Le Point le dedicara una página entera titulada« Le Luron, le contre-pouvoir du rire ». 
En julio y agosto de 1985, Thierry Le Luron trabajó para Podium Europe 1 junto a Michel Drucker, perfeccionando su imitación de Alice Sapritch. Reconciliado con su antiguo productor Paul Lederman y listo para regresar al Théâtre du Gymnase Marie-Bell, ideó con Michel Colucci un gran engaño para mofarse de la boda que Yves Mourousi, el presentador estrella del telediario de TF1, anunció a la prensa. Thierry Le Luron no soportaba las críticas del periodista a su espectáculo, y no creía en la veracidad de su historia de amor, pues Mourousi era conocido en París por sus aventuras masculinas. En Europe 1, donde presentaba un show, Michel Colucci anunció su próximo matrimonio con Thierry Le Luron, dos días antes de la boda de la que se quieren reír. El 25 de septiembre de 1985, en Montmartre, Thierry Le Luron escenificaba su boda con Colucci, haciendo ambos una ruta por París en un carruaje que fue seguido por numerosos parisinos. El show fue apoyado por Eddie Barclay y Carlos. Aunque la prensa apoyó la libertad de tono de los artistas, varios amigos de Thierry desaprobaron esa venganza pública. 

### Últimos años
En septiembre de 1984, mientras su grabación Le Luron interdit obtenía el disco de oro, el imitador supo que padecía un cáncer con metástasis. En el mayor de los secretos multiplicó los viajes a Estados Unidos, donde consultó con especialistas que se mostraron pesimistas sobre su esperanza de vida. Le Luron no modificó su vida cotidiana, continuando con su espectáculo en París y con giras. 
En noviembre de 1985 participó en una gala organizada por su amiga Line Renaud a favor de la lucha contra el sida, donde atacó la ausencia de figuras políticas presentes. Aquejado de dolores, él fue teniendo cada vez mayores dificultades para desplazarse con normalidad. El 28 de diciembre fue incapaz de subir al escenario, padeciendo una parálisis que afectó a su costado izquierdo. Fue llevado al Hospital Lariboisière en estado semicomatoso. Le diagnosticaron nuevos tumores cerebrales y una evolución rápida de su cáncer, probablemente ligado a una infección por VIH/sida. Manteniendo en secreto su situación, se comunicó a la prensa que Thierry Le Luron presentaba una meningitis viral y «una encefalitis grave». 
Tras varios días de reposo en la casa de un amigo en el campo, decidió volver a escena y actuar en directo en un show de Michel Drucker, imitando a Raymond Barre en Saint-Jean-Cap-Ferrat. El 28 de enero de 1986, un mes después de haber interrumpido el espectáculo, retomó Le Luron en liberté en el Théâtre du Gymnase Marie-Bell, no sin dificultades. A pesar de todo, consiguió seguir actuando hasta el 16 de marzo. Durante unas cortas vacaciones familiares en Bretaña, él evocó por vez primera con su hermana la muerte de su antiguo compañero Jorge Lago en enero de 1984, a causa de un sida y la posibilidad de que él sufriera la infección.
Unos días más tarde, con la ayuda de su amiga Line Renaud, y gracias a la influencia del primer ministro Jacques Chirac, fue ingresado en el hospital de Bethesda, en los Estados Unidos, para intentar un tratamiento experimental contra el sida a base de Interleucina-2.
En mayo anunció en directo su próxima vuelta al escenario. En junio asistió al funeral de su amigo Michel Colucci, mostrando un aspecto muy deteriorado. Días después fue ingresado en el instituto de oncología de Villejuif. A pesar de todo, en el verano de 1986 aseguró una serie de galas por toda Francia, negándose a frenar su ritmo de vida. 

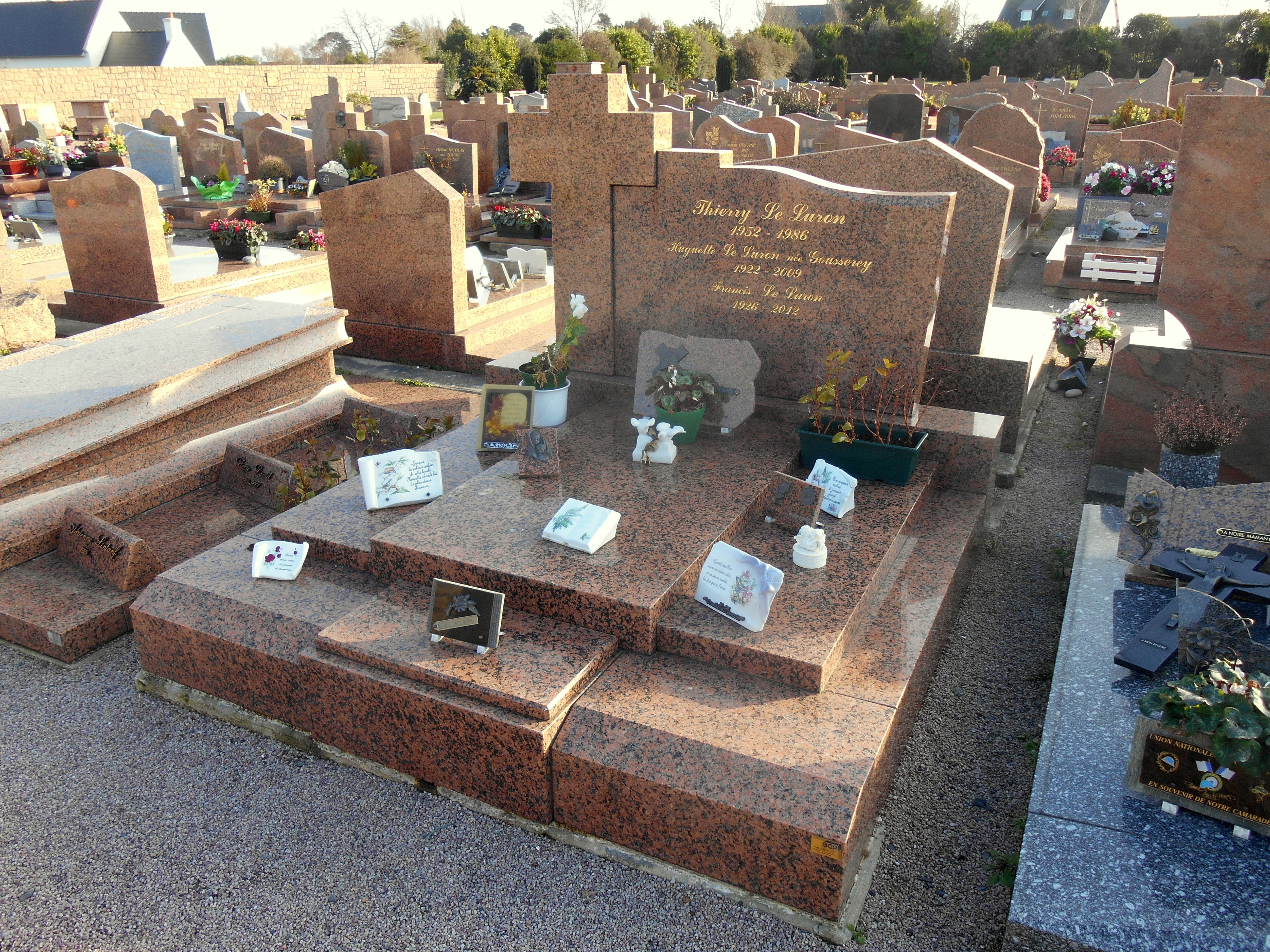
Tumba de Thierry Le Luron

Consciente de que ya no podría volver al escenario, decidió anunciar públicamente que sufría cáncer. Con la salud muy deteriorada, el imitador se aisló en el Hotel Crillon, no recibiendo ni a su familia ni a sus amistades. La noche del 12 de noviembre fue trasladado con urgencia a la clínica de Belvédère, en Boulogne-Billancourt, donde falleció. Tenía 34 años de edad.
Se celebró un funeral al que asistieron, entre otros, Valéry Giscard d'Estaing y Jacques Chirac. Fue enterrado en el cementerio de La Clarté en Perros-Guirec.

## Lista de personalidades imitadas por Thierry Le Luron
Política
- Raymond Barre
- Jacques Chaban-Delmas
- Jacques Chirac
- Gaston Defferre
- Edgar Faure
- Charles de Gaulle
- Valéry Giscard d'Estaing
- André Malraux
- Georges Marchais
- François Mitterrand
- Georges Pompidou

Música
- Salvatore Adamo
- Richard Anthony
- Charles Aznavour
- Barbara
- Alain Barrière
- Guy Béart
- Gilbert Bécaud
- Jacques Brel
- Maurice Chevalier
- Philippe Clay
- Julien Clerc
- Les Compagnons de la chanson
- Dalida
- André Dassary
- Joe Dassin
- Jacques Dutronc
- Jean Ferrat
- Léo Ferré
- Claude François
- France Gall
- Chantal Goya
- Daniel Guichard
- Johnny Hallyday
- Françoise Hardy
- Julio Iglesias
- Zizi Jeanmaire
- Serge Lama
- Georgette Lemaire
- Gérard Lenorman
- Enrico Macias
- Luis Mariano
- Mireille Mathieu
- Marcel Merkès
- Paulette Merval
- Yves Montand
- Dario Moreno
- Marcel Mouloudji
- Georges Moustaki
- Michel Polnareff
- Elvis Presley
- Renaud Séchan
- Line Renaud
- Ringo
- Tino Rossi
- Demis Roussos
- Jean Sablon
- Henri Salvador
- Frank Sinatra
- Charles Trenet
- Gilles Vigneault
- Marcel Zanini

Radio/Televisión
- Philippe Bouvard
- François Diwo
- Michel Drucker
- Denise Fabre
- Guy Lux
- Jean Nohain

Cine
- Brigitte Bardot
- Francis Blanche
- Darry Cowl
- Alice Sapritch

Varios
- Juan Pablo II
- Pablo VI
- Salvador Dalí
- François Mauriac

## Parodias
- L'emmerdant, c'est la rose, a partir de L'Important, c'est la rose, de Gilbert Bécaud
- Le Ministère patraque, de Jacques Chaban-Delmas, a partir de Je n'suis pas bien portant, de Gaston Ouvrard
- Souvenirs, attention danger, canción sobre Jean-Marie Le Pen a partir de una canción de Serge Lama
- Les Gros Mots, a partir de Les Petits Mots, de Dalida
- Le Silence, a partir de Lettre à France, de Michel Polnareff
- Chi Chi Valentino, parodia de Gigi l'Amoroso, de Dalida
- Chez les Fafa, canción sobre Laurent Fabius, a partir de Ces gens-là, de Jacques Brel
- La vérité est belle, a partir de La Montagne, de Jean Ferrat

## Obra

### Espectáculos
- 1972 : Espectáculo en la sala Bobino
- 1973-1974 : Espectáculo en el Théâtre des Variétés
- 1976 : Espectáculo en el Olympia de París
- 1978 : Espectáculo en la sala Bobino
- 1979-1980 : Espectáculo en el Théâtre Marigny
- 1980 : Thierry Fééries, Palacio de Congresos de París
- 1983 : De de Gaulle à Mitterrand, Théâtre Marigny
- 1984-1986 : Le Luron en liberté, Théâtre du Gymnase Marie-Bell y gira por Francia

### Discografía
Álbumes
- 1972 : Olympia 71, Pathé Marconi
- 1974 : Thierry et les petits lapins, Pathé Marconi
- 1977 : Olympia 77, Pathé Marconi
- 1978 : Bobino 78, CBS Disques
- 1979 : Thierry Le Luron au Théâtre Marigny, CBS Disques
- 1980 : Les chansons du Palais des Congrès, Disc AZ
- 1983 : De de Gaulle à Mitterrand, Warner Music Group
- 1983 : Censuré, Warner Music Group
- 1984 : Le Luron interdit, Les Productions Lederman
- 1985 : Enregistrement public au Théâtre du Gymnase Marie Bell, Les Productions Lederman

Sencillos
- 1972 : La Chabanisation/Le ministère patraque, Pathé Marconi
- 1972 : Thierry Le Luron chante ..., Pathé Marconi
- 1974 : La leçon de musique, Pathé Marconi
- 1977 : Le débat du siècle, CBS Disques
- 1977 : Causerie au coin du feu, CBS Disques
- 1981 : Un peu d'amour, Disc AZ
- 1982 : Rody le petit Cid, Philips Records
- 1984 : Le Smurf politic, Warner Music Group

### Teatro
- 1973 : Las mujeres sabias, de Molière, escenografía de Michel Debane, Festival de Amboise
- 1975 : Chat en poche, de Georges Feydeau, escenografía de Jean-Laurent Cochet, Théâtre Édouard VII

### Filmografía
- 1979 : Le Temps des vacances, de Claude Vital
- 1984 : Les parents ne sont pas simples cette année, de Marcel Jullian